# Zoran Gajić
Zoran Gajić (ur. 28 grudnia 1958 w Pančevie) – serbski i jugosłowiański trener siatkarski, zdobywca medali igrzysk olimpijskich, mistrzostw świata i Europy, od 2022 minister sportu.

## Życiorys
Wieloletni trener siatkarski. W latach 80. był trenerem juniorskiej drużyny Wojwodiny, a od 1997 do 1992 trenerem męskiej reprezentacji juniorów Jugosławii.
W latach 1995–2002 trenował męską reprezentację Jugosławii, z którą zdobył złoty medal podczas Letnich Igrzysk Olimpijskich w Sydney w 2000 (po zwycięstwie 3:0 nad drużyną Rosji) oraz brązowy medal na Letnich Igrzyskach Olimpijskich w Atlancie w 1996. Wywalczył z nią również wicemistrzostwo świata (1998), cztery medale mistrzostw Europy (złoty, srebrny i dwa brązowe) i trzecie miejsce w rozgrywkach Ligi Światowej w 2002. W latach 2005–2006 prowadził reprezentację mężczyzn Rosji, z którą zdobył srebrny medal mistrzostw Europy i trzecie miejsce w rozgrywkach Ligi Światowej w 2006. Od 2007 do 2008 był trenerem reprezentacji Iranu.
Jako trener klubowy wielokrotnie wywalczył ze swoimi klubami tytuły mistrzowskie i wicemistrzowskie w rozgrywkach ligowych (Jugosławii, Grecji, Turcji, Rosji i Azerbejdżanu). Zdobył też klubowe mistrzostwo świata kobiet.
Ukończył studia magisterskie z zakresu trenowania siatkówki. Jako nauczyciel akademicki związany z uczelniami w Nowym Sadzie i Belgradzie. W 2016 został prezesem serbskiej federacji siatkarskiej Odbojkaški savez Srbije.
W październiku 2022 dołączył do powołanego wówczas trzeciego rządu Any Brnabić, obejmując w nim stanowisko ministra sportu. Pozostał na tej funkcji również w utworzonym w maju 2024 gabinecie Miloša Vučevicia oraz w powołanym w kwietniu 2025 rządzie Đura Macuta.

## Osiągnięcia

### Reprezentacyjne
| Reprezentacja | Rozgrywki                   | Osiągnięcie                                                 |
| ------------- | --------------------------- | ----------------------------------------------------------- |
| Jugosławia    | Mistrzostwa Europy          | 1. miejsce (2001) 2. miejsce (1997) 3. miejsce (1995, 1999) |
| Jugosławia    | Letnie igrzyska olimpijskie | 1. miejsce (2000) 3. miejsce (1996)                         |
| Jugosławia    | Mistrzostwa świata          | 2. miejsce (1998)                                           |
| Jugosławia    | Liga Światowa               | 3. miejsce (2002)                                           |
| Rosja         | Mistrzostwa Europy          | 2. miejsce (2005)                                           |
| Rosja         | Liga Światowa               | 3. miejsce (2006)                                           |

### Klubowe
| Klub                  | Rozgrywki                         | Osiągnięcie                   |
| --------------------- | --------------------------------- | ----------------------------- |
| OK Vojvodina Nowy Sad | Mistrzostwo Jugosławii            | 1. miejsce (1992, 1993)       |
| OK Vojvodina Nowy Sad | Puchar Jugosławii                 | 1. miejsce (1992)             |
| Olympiakos Pireus     | Mistrzostwo Grecji                | 1. miejsce (1999, 2000)       |
| Olympiakos Pireus     | Puchar Grecji                     | 1. miejsce (1999)             |
| Arçelik Stambuł       | Mistrzostwo Turcji                | 1. miejsce (2003)             |
| Iskra Odincowo        | Liga Mistrzów                     | 3. miejsce (2009)             |
| Rabitə/Telekom Baku   | Klubowe mistrzostwa świata kobiet | 1. miejsce (2011)             |
| Rabitə/Telekom Baku   | Mistrzostwo Azerbejdżanu          | 1. miejsce (2012, 2015, 2017) |